# البرج والثعبان (مسلسل)
البرج والثعبان هو مسلسل تلفزيوني عراقي عرض في عام 1997.

## الممثلون
- عبير فريد
- كاظم فارس
- إيناس طالب
- محمود أبو العباس
- فرجينيا ياسين
- عامر العمري
- طه علوان
- صادق الأطرقجي
- بهجت الجبوري
- سوسن شكري
- رياض شهيد
- عز الدين طابو